# Frank Piasecki Poulsen
Frank Piasecki Poulsen (født i 1975) er dansk TV-tilrettelægger og uddannet fra Den Danske Filmskole i 2001.
Han har bl.a. instrueret dokumentarfilmen Guerrilla Girl, om en ung colombiansk kvinde der forlader sin middelklasse-tilværelse og universitetsuddannelse, for at slutte sig til Terror-gruppen FARC (Colombias Væbnede Revolutionære Styrker). I forbindelse med optagelsen af filmen, tilbragte han og Johannes Trägårdh Jensen tre måneder i en terror-træningslejr i junglen.
Filmen var en co-produktion mellem Zentropa Real og Rumko Enterprises.
Fra 2007 til 2008 var Frank Piasecki Poulsen instruktør på drama-dokumentarfilmen Forførerens fald om Dagbladet Dagen og dets stifter Peter Linck. Filmen havde premiere på TV 2 i 2008, og en anmeldelse af filmen i Dagbladet Information af journalist Mads Brügger, der er forfatter til en bog om Dagen, udløste en længere debat i journalistkredse, og mellem Mads Brügger og Frank Piasecki Poulsen, om filmens fokus, virkemidler og drama-dokumentaren som genre.
I 2009 var Frank Piasecki Poulsen medstifter af new media-virksomheden Spacesheep sammen med Mikkel Skov Petersen og Koncern tv- og filmproduktion A/S.